# Wiesław Hagedorny
Wiesław Hagedorny (ur. 3 stycznia 1959 w Mławie, zm. 12 maja 2014 w Działdowie) – polski dziennikarz, publicysta i wydawca. 

## Życiorys
W latach 1978–1984 studiował na Wydziale Prawa i Administracji Uniwersytetu Wrocławskiego. Od 1979 r. pisywał do środowiskowych periodyków studenckich, m.in. do „Biuletynu Informacyjnego Studentów Wrocławskich” (BIWS). We wrześniu 1980 r. znalazł się w gronie założycieli Niezależnego Zrzeszenia Studentów (NZS) w Uniwersytecie Wrocławskim, a także współtwórcą i redaktorem związanego z NZS, wrocławskiego pisma „No więc”. We wrześniu 1981 r. uczestniczył w roli obserwatora i sprawozdawcy w I Krajowym Zjeździe NSZZ „Solidarność” w Gdańsku. Po wprowadzeniu stanu wojennego w grudniu 1981 r. współpracował z podziemnym ruchem wydawniczym środowiska akademickiego we Wrocławiu.  
W 1988 r. wraz z rodziną swojej żony i dwójką dzieci wyjechał na emigrację do Republiki Federalnej Niemiec. Do Polski (i rodzinnej Mławy) powrócił w 1998 roku, gdzie kontynuował karierę dziennikarską, m.in. w „Kurierze Mławskim” i „Mławskim Kurierze Ilustrowanym”. Był dziennikarzem i działaczem społecznym wspomagającym wiele lokalnych inicjatyw dobroczynnych. Stale współpracował ze Stowarzyszeniem Hospicjum im. Królowej Apostołów w Mławie, którego był Ambasadorem.  
Od 2002 r. do momentu śmierci związany był z „Tygodnikiem Ciechanowskim”, gdzie prowadził cotygodniową rubrykę felietonową. Z powodzeniem uprawiał także inne gatunki dziennikarskie, m.in. reportaże i wywiady. Jego teksty doczekały wielu przedruków, m.in. w tygodniku „Angora”.  
W maju 2013 r. zdiagnozowano u niego raka drobno-komórkowego płuc. Po wielomiesięcznej walce z chorobą zmarł 12 maja 2014 r. w Samodzielnym Publicznym Zakładzie Opieki Zdrowotnej w Działdowie. Tuż przed śmiercią Wiesława Hagedornego pod koniec kwietnia 2014 r. ukazało się książkowe wydanie wyboru jego felietonów pod tytułem „Co w trawie pyszczy”. Został pochowany na cmentarzu komunalnym w Mławie. 